# Marjorie Kinnan Rawlings

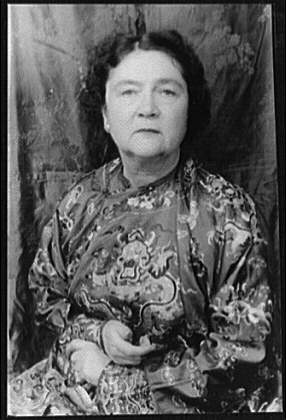
Marjorie Kinnan Rawlings (fotografiert von Carl van Vechten, 1953)

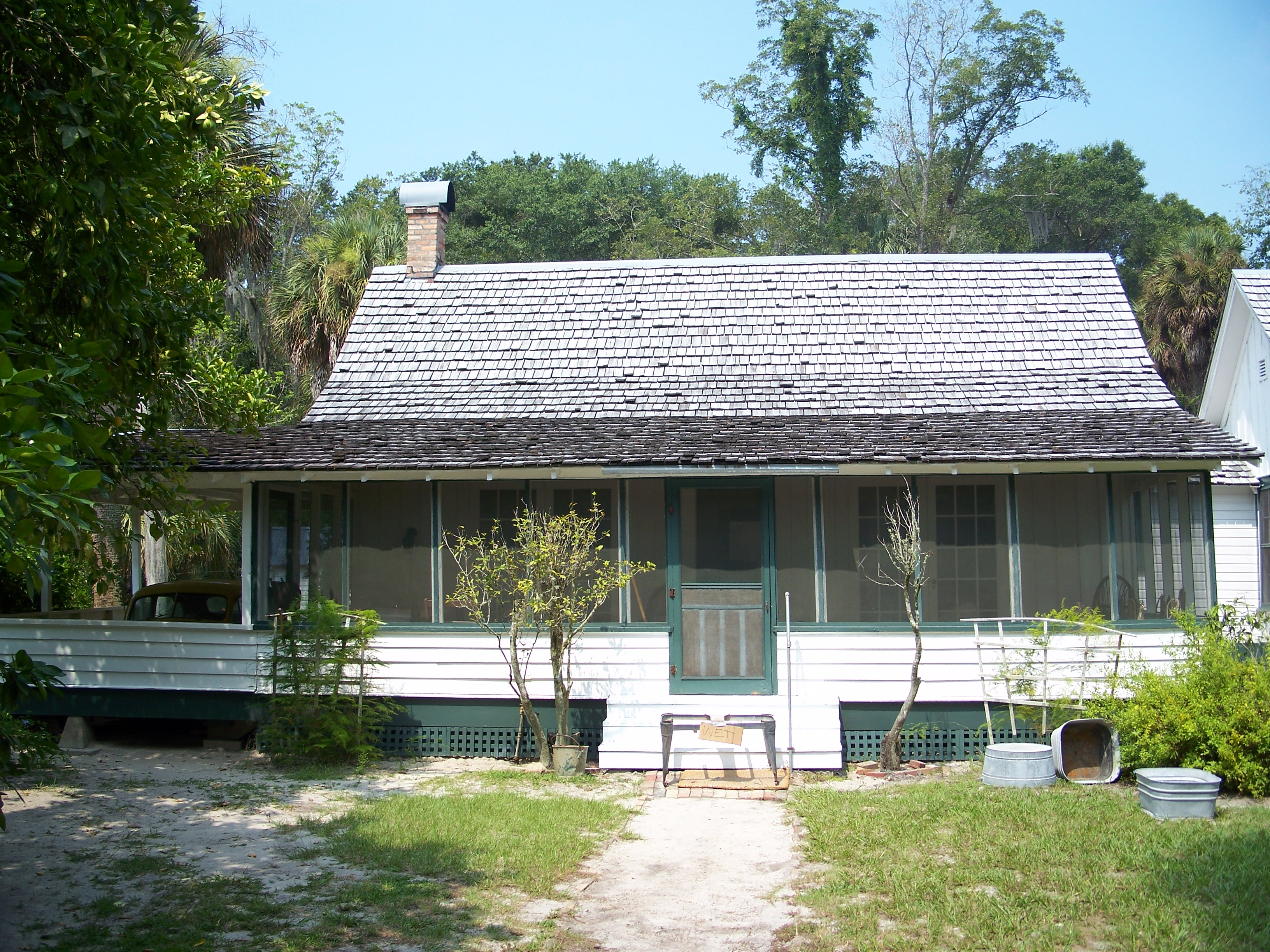
Orangenfarm im heutigen Marjorie Kinnan Rawlings Historic State Park

Marjorie Kinnan Rawlings (* 8. August 1896 in Washington, D.C.; † 14. Dezember 1953 in St. Augustine, Florida) war eine US-amerikanische Schriftstellerin und Pulitzer-Preisträgerin.

## Leben
Marjorie Kinnan war die Tochter des Juristen Arthur Frank Kinnan (1859–1913) und dessen Ehefrau Ida May Traphagen (1868–1928). Der Journalist Arthur K. Kinnan (1900–1961) war ihr jüngerer Bruder. Ihr Vater arbeitete als Attorney am U.S. Patentamt, ihre Mutter war Hausfrau. Bis zum Tod ihres Vaters lebte die Familie in Brookland, einem Stadtteil von Washington, wo sie auch die Schule besuchte.
Bereits während ihrer Schulzeit verfasste Marjorie Kinnan Kurzgeschichten in Regionalzeitungen. Mit 15 Jahren gewann sie für ihre Kurzgeschichte The Reincarnation of Miss Hetty einen Preis des McCall’s Magazine’s. Nach dem Tod ihres Vaters ließ sich die Familie in Madison (Wisconsin) nieder und studierte an der örtlichen Universität u. a. Literaturwissenschaft. Während dieses Studiums arbeitete Kinnan an einer studentischen Zeitschrift mit und machte dort die Bekanntschaft ihres späteren Ehemannes, den Schriftsteller Charles Rawlings (1895–1974).
Nach ihrem Abschluss 1918 ging Kinnan für kurze Zeit in New York City, wo sie für eine Zeitschrift der YWCA arbeitete. 1919 heiratete Kinnan Charles Rawlings und ging mit ihm nach  Louisville (Kentucky), wo sie beide für das Louisville Courier Journal arbeiteten. Später ließ sich das Ehepaar in Rochester (New York) nieder und betreuten dort das Rochester Journal. In dieser Zeit versuchte Kinnan vergeblich einen Verleger für ihre Romane zu gewinnen.
1928 kann das Ehepaar Rawlings, begünstigt durch eine Erbschaft, eine Orangenfarm (ca. 30 ha) nahe Cross Creek bei Hawthorne (Florida) erwerben. Fünf Jahre später wurde die Ehe geschieden. Charles Rawling diente Arthur Miller als Vorbild für die Figur des Willy Loman in seinem Drama Tod eines Handlungsreisenden.
In Florida fand die Autorin schließlich einen Herausgeber. Ihr erster erfolgreicher Roman, South Moon Under, erschien 1933. Der große Durchbruch gelang ihr mit ihrem Roman The Yearling (deutsch Frühling des Lebens), der 1938 erschien. 1941 heiratete Rawlings in zweiter Ehe den Hotelier Norton Sanford Baskin (1901–1997)
Rawlings’ 1942 erschienener autobiografischer Roman Cross Creek (deutsch Cross Creek – Ich kämpfe um meine Freiheit) wurde 1983 von Martin Ritt mit Mary Steenburgen in der Hauptrolle verfilmt.
Marjorie Kinnan Rawlings starb 1953 in Saint Augustine an einem Schlaganfall und fand ihre letzte Ruhestätte auf dem Antioch Cemetery von Lochloosa, Florida.

## Auszeichnungen
- 1933 O.-Henry-Preis für Gal Young Un
- 1939 Pulitzer-Preis für Romane für The Yearling
- 1939 Mitglied der American Academy of Arts and Letters[3]
- 1941 Ehrendoktorwürde[4] der University of Florida

## Werke (Auswahl)
Autobiographisches
- Cross Creek. Simon & Schuster, New York 1996 (EA New York 1942).
  - Deutsch: Cross Creek. Meine Pflanzererlebnisse in Florida. Verlag, Rascher, Zürich 1944 (übersetzt von Maria Honeit).
- Anne Blythe Meriwether (Hrsg.): Blood of my Blood. University Press of Florida, Gainesville 2001.

Erzählungen und Kurzgeschichten
- When the Whippoorwill. Charles Scribner’s Sons, New York 1940.
Inhalt: Jacob’s ladder. – A plumb clare conscience. – A crop of beans. – Gal Young Un. – Alligators. – Benny and the bird dogs. – The Pardon. – Varmint. – A mother in Manville. – Cocks must grow. – The enemy.
- Miriam’s Houses.[5] In: The New Yorker, Bd. 21 (1945), ISSN 0028-792X
- Rodger L. Tarr (Hrsg.): Cracker Chidlings. Short Stories. University Press of Florida, Gainesville 1994, ISBN 0-8130-1253-8.[6]
- Lord Bill of the Suwannee River. 1931.
- Having Left Cities Behind Me. In: Scribner’s Magazine, Bd. 98 (1935).
- Fish Fry and Fireworks. 1940.
- The Pelican’s Shadow. 1940.
- In the Heart. In: Collier’s, Bd. 105 (1940).
- Jessamine Springs. In: The New Yorker, Bd. 17 (1941).
- The Provider. 1941.
- The Shell. In: The New Yorker, Bd. 20 (1944).
- Black Secret. In: The New Yorker, Bd. 21 (1945).
- Miss Moffatt Steps Out. 1946.
- The Friendship. 1949.

Gedichte
- Songs of a housewife. University Press, Gainesville, Fl. 1997, ISBN 0-8130-1491-3.

Romane
- South Moon Under (= A Bantam Book, 10). Bantam Books, New York 1945 (EA New York 1933).
  - Deutsch: Spur unter Sternen. Rowohlt, Hamburg 1967 (übersetzt von Jutta und Theodor Knust).
- Golden Apples. San Marco Bookstore, Jacksonville, Fl. 1988 (EA New York 1935).
  - Deutsch: Neue Heimat Florida, Verlag Scientia, Zürich 1940 (übersetzt von Wilhelm Emanuel Süskind)
  - Deutsch: Im dunklen Laub die Goldorangen glühn. Goldmann, München 1975, ISBN 3-442-03377-2 (übersetzt von W. E. Süskind).
- The Yearling. Simon & Schuster, New York 1988 (EA New York 1938).
  - Deutsch: Frühling des Lebens. Rowohlt, Reinbek 1979, ISBN 3-499-10153-X (EA Hamburg 1939, übersetzt von Maria Honeit).
  - Deutsch: Jody & Flag (= Deutsches Lesewerk, 57). Westermann, Braunschweig 1971 (gekürzt und übersetzt von Maria Honeit).
- The Sojourner. Charles Scribner’s Sons, New York 1953.
  - Deutsch: Der ewige Gast. Rowohlt, Reinbek 1956 (übersetzt von Edmund T. Kauer).
- The Secret River. Charles Scribner’s Sons, New York 1955 (posthum).
  - Deutsch: Der verborgene Fluss. Bahn-Verlag, Konstanz 1956 (übersetzt von Christa Karasek-Schreiber).
  - Deutsch: Calipurna lässt die Sonne wieder scheinen. S. Mohn, Gütersloh 1965 (übersetzt von Ilse Lauterbach).

Sachbuch
- Cross Creek Cookery. Simon & Schuster, New York 1996.

## Verfilmungen
- Clarence Brown (Regie): Die Wildnis ruft. USA 1947 (nach ihrem Roman The Yearling)
- Victor Nuñez (Regie): Die junge Frau. USA 1979 (frei nach Gal Young Un)
- Martin Ritt (Regie): Cross Creek, Ich kämpfe um meine Freiheit. USA 1983 (nach Cross Creek)
- Rod Hardy (Regie): Das Rehkitz. USA 1994 (nach ihrem Roman The Yearling)